# Toyota Celica
La Toyota Celica est un coupé du constructeur japonais Toyota, commercialisé au Japon et dans le reste du monde à partir des années 1970. En près de 35 ans la Toyota Celica aura connu sept générations, la 7e s'achevant en 2006.

## Génération 1 (1970 - 1977)
La première Celica fut introduite sur le marché japonais fin 1970. Ce modèle, un petit coupé propulsion doté d'un moteur 4 cylindres 1600 cm³ de 105 ou 115 ch et d'une boîte 5 vitesses, offrait une alternative "sportive" plus démocratique à la Toyota 2000 GT "de" James Bond. Il s'agissait surtout pour Toyota de répliquer aux coupés Ford Mustang aux États-Unis et Ford Capri en Europe. La plate-forme était commune avec celle de la berline Carina.
Un bloc de 1407 cm³ de 86 ch SAE, à 4 ou 5 vitesses constitue l'offre de base mais ne sera pas exporté, tandis qu'à partir de 1974 la gamme est enrichie d'un 2 litres de 105 ch.

Une mise à jour sort en avril 1973 avec la Celica TA/RA28 (Europe) (RA27/29 USA), proposant le même avant que la TA23 mais un hayon arrière de type Mustang Fastback. Cette nouvelle carrosserie inaugurant le terme Liftback (en) peut alors s'équiper du 2 litres déjà installé sur la Celica 2 portes, mais avec un double arbre à cames permettant d'atteindre 145 ch. La vitesse de pointe est alors portée à 205 km/h.
Motorisations Celica première génération :
- 4 cylindres, OHV, 1407 cm³ - 84 ch
- 4 cylindres, OHV, 1588 cm³ - 105 ch
- 4 cylindres, DOHC, 1588 cm³ - 115 ch
- 4 cylindres, OHV, 1968 cm³ - 105 ch
- 4 cylindres, DOHC, 1968 cm³ - 145 ch

USA :
- Motorisation 1.9l 8R - pour la version ST américaine
- Motorisation 2.2l 20R - pour la version GT américaine (RA24/29)

Une version LT est sortie avec une boîte automatique. Aux USA ainsi qu'au Japon et en Australie, différentes appellations et puissances existent et diffèrent légèrement des versions européennes.
En compétition, l'importateur français engage Jean-Luc Thérier et Michel Vial qui vont participer à quelques épreuves du championnat du monde des rallyes, sur une Celica 2000 GT de 180 ch.

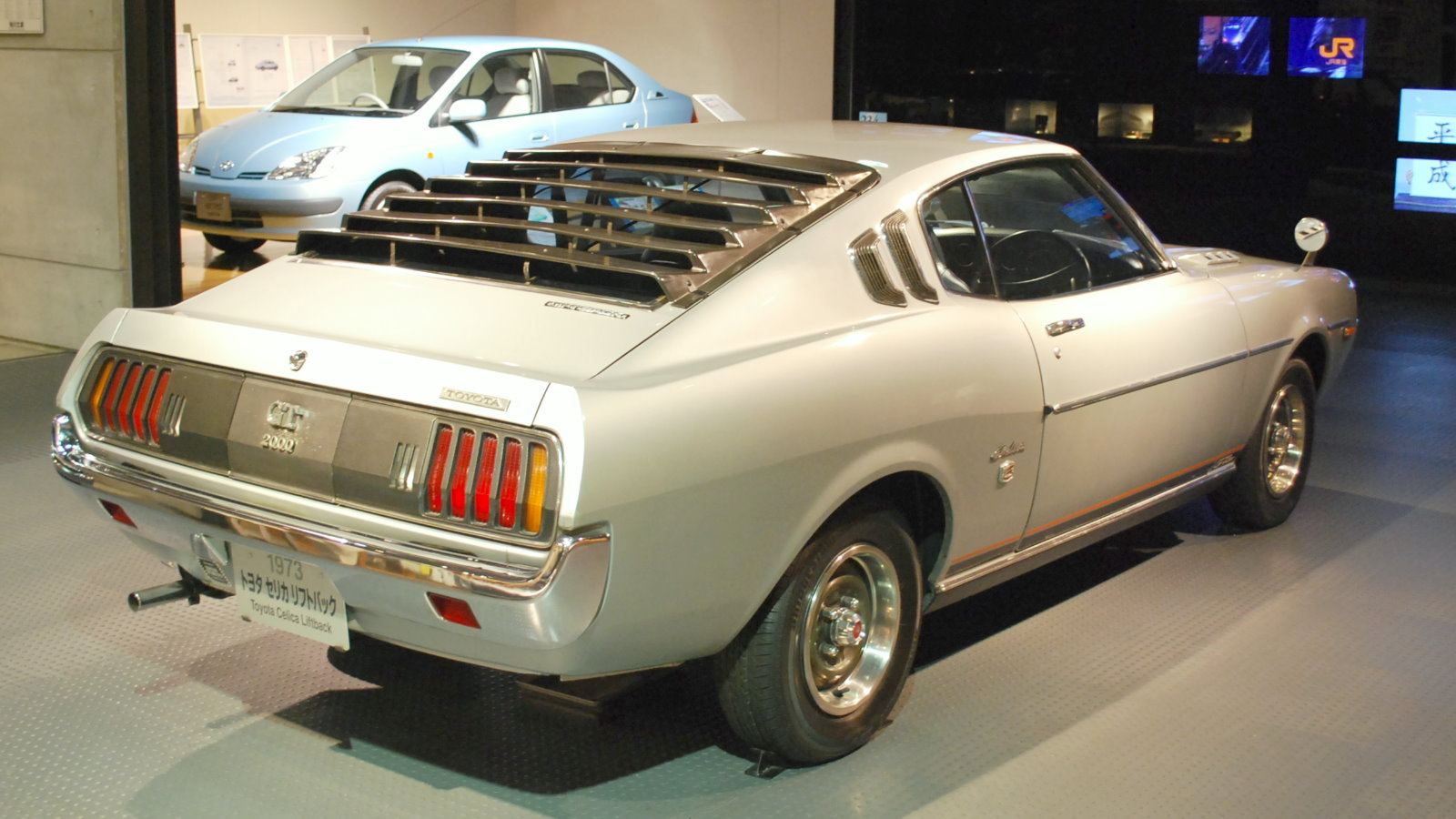
Toyota Celica 2000 GT Liftback.
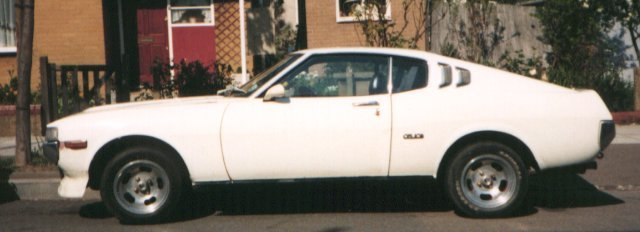
Toyota Celica 2000 GT Liftback.
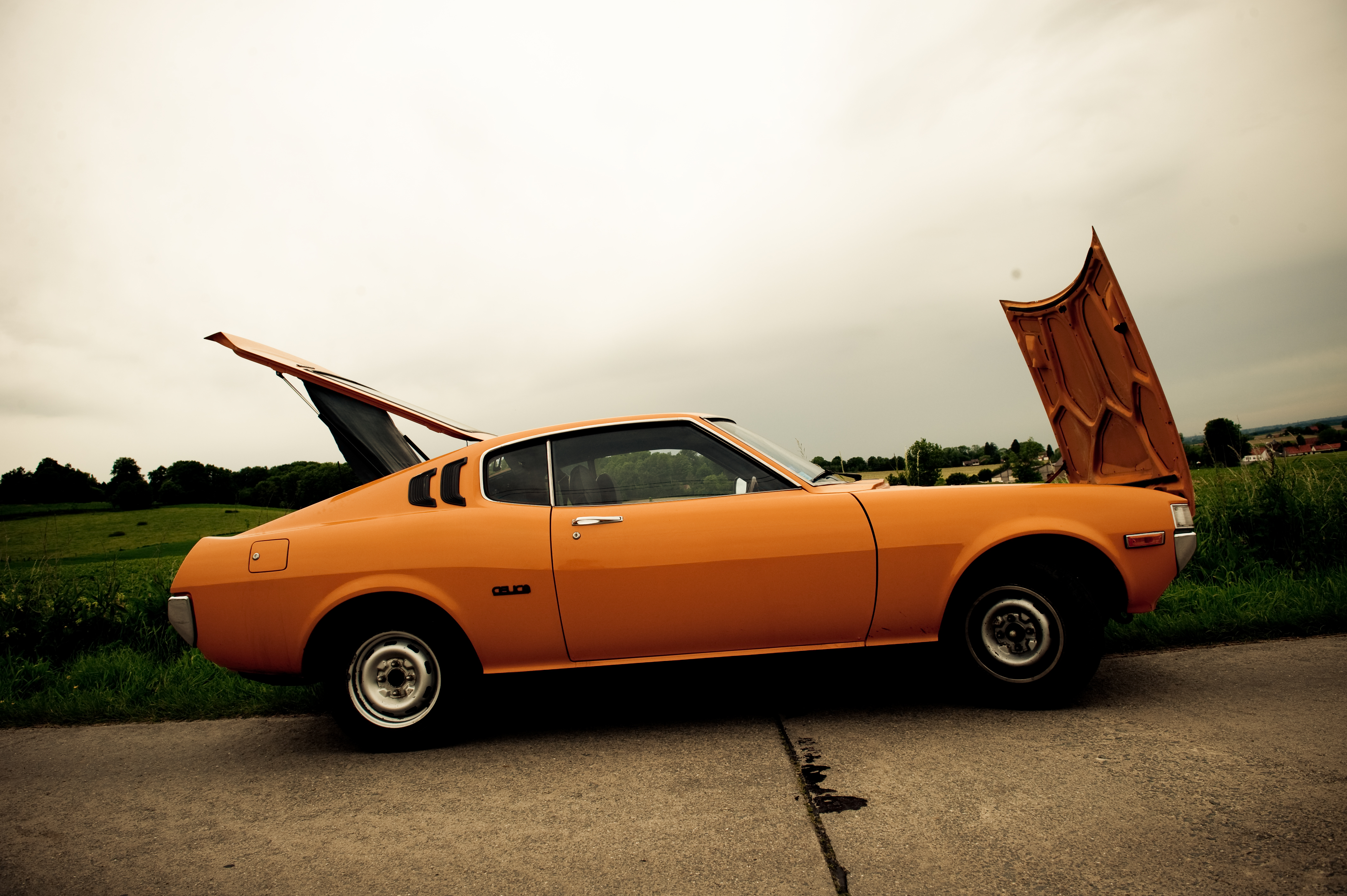
Toyota Celica ST 1600 Liftback- afterlove.
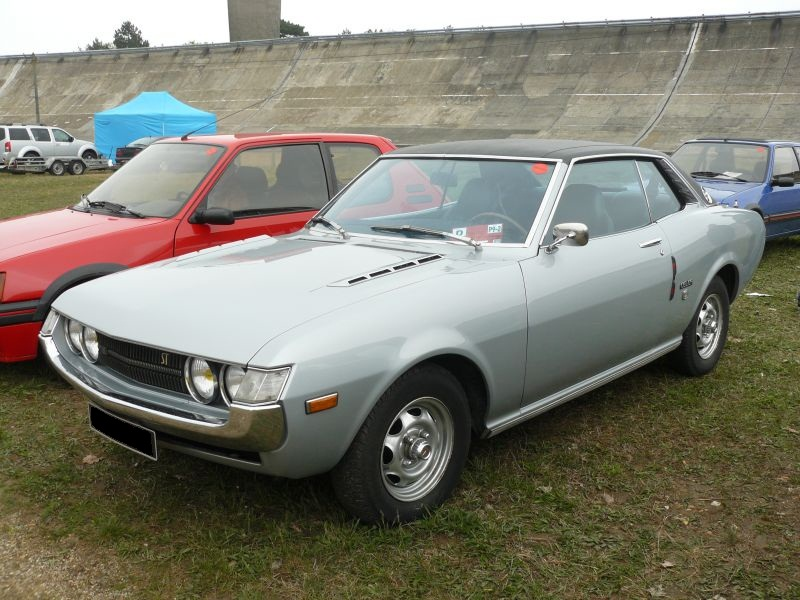
Toyota Celica ST 1600 coupé.
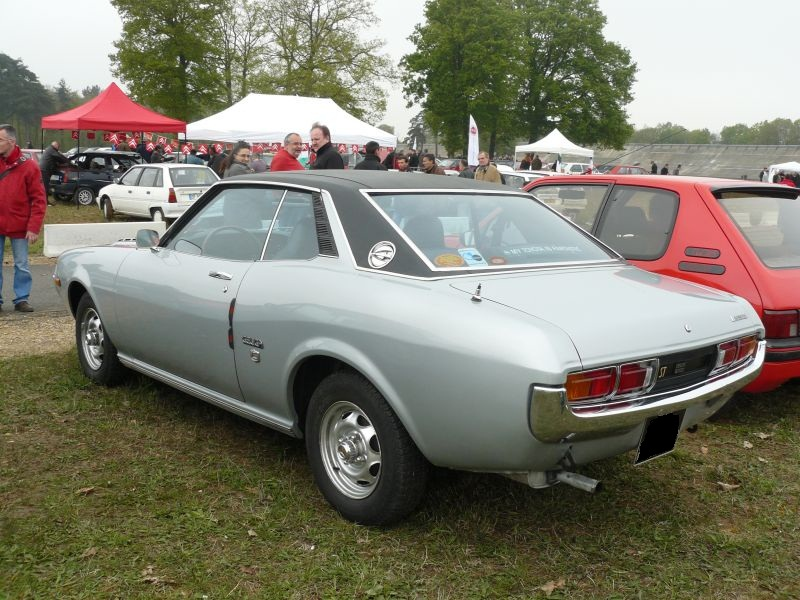
Toyota Celica ST 1600 coupé.

## Génération 2 (1977 - 1981)

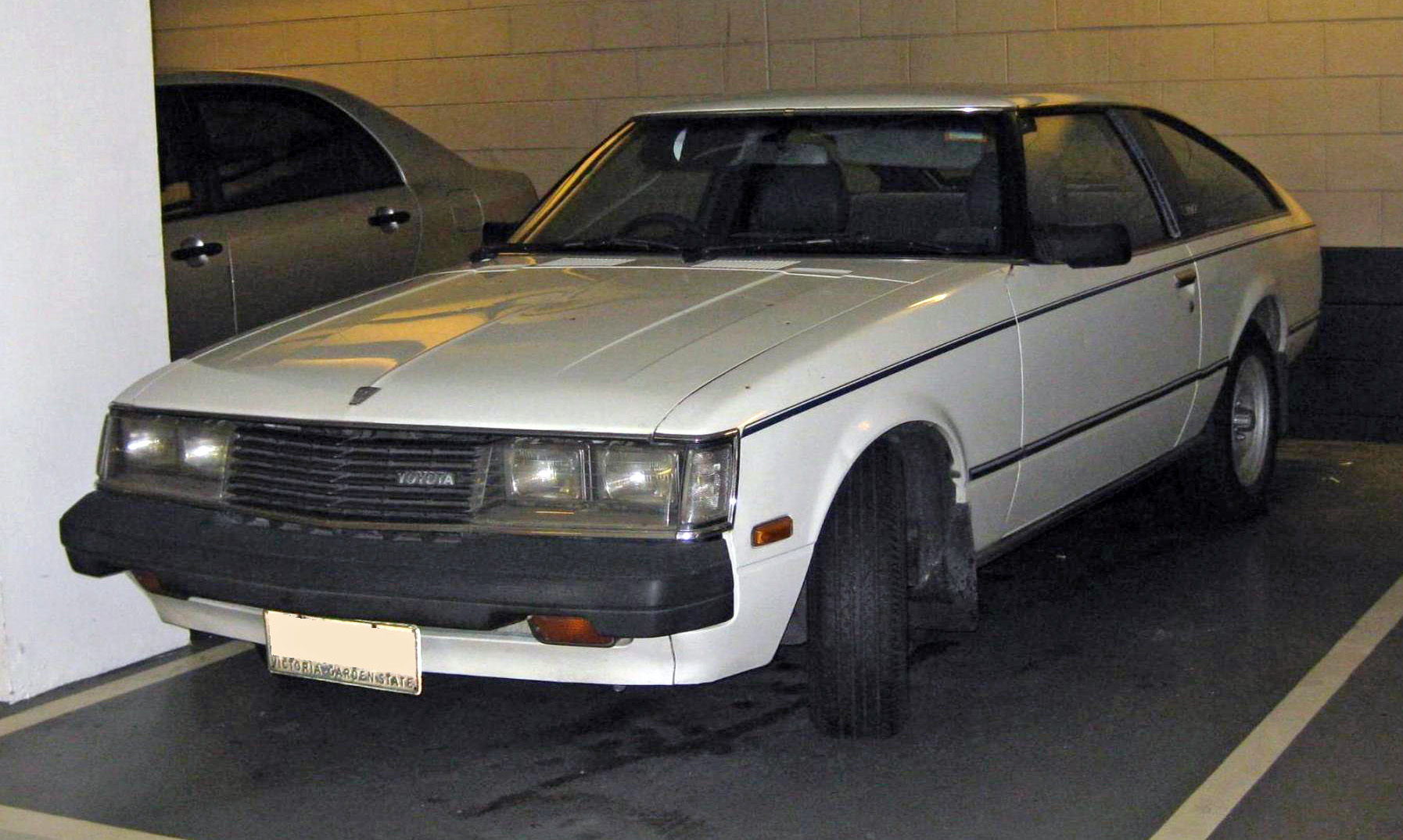
Celica Liftback.

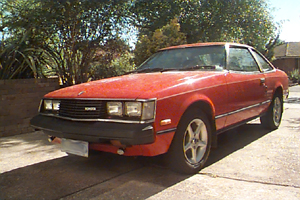
Celica Coupé.

La deuxième génération de Celica est lancée à l'automne 1977. La production dure jusqu'en 1981. Partageant à nouveau sa plate-forme avec la Carina, elle reste une propulsion et affiche un gabarit revu à la hausse : 4,38 m de long, contre 4,17 m pour la première Celica de 1970.
La Celica est à nouveau proposée en coupé 2 portes, ou 3 portes Liftback mise en production en 1978 et dessinée par le studio de design californien Calty nouvellement créé. De nombreuses motorisations sont disponibles selon les marchés, dont quatre sont retenues pour la France : 1,6 litre à simple arbre en 83 ch à boîte manuelle ou 73 ch à boîte automatique, 1600 GT de 104 ch et 2000 GT de 113 ch.
En compétition, Thérier/Vial se taillent un beau palmarès, toujours avec la Celica 2000 GT poussée à 185cv. Ils sont double champions de France Terre et devancent les Escort RS, Talbot Sunbeam Lotus, Renault 5 Alpine d'usine.
Participation entre autres au Rallye de Côte d'Ivoire 1979 Bandama avec un coupé Liftback RA40 de 190 ch, le même pour Ove Andersson.
Fin 79, la version usine pour rallyes européens Groupe 4 RA40 donnait 230 ch à 8 000 tr/min.

## Génération 3 (1981 - 1985)

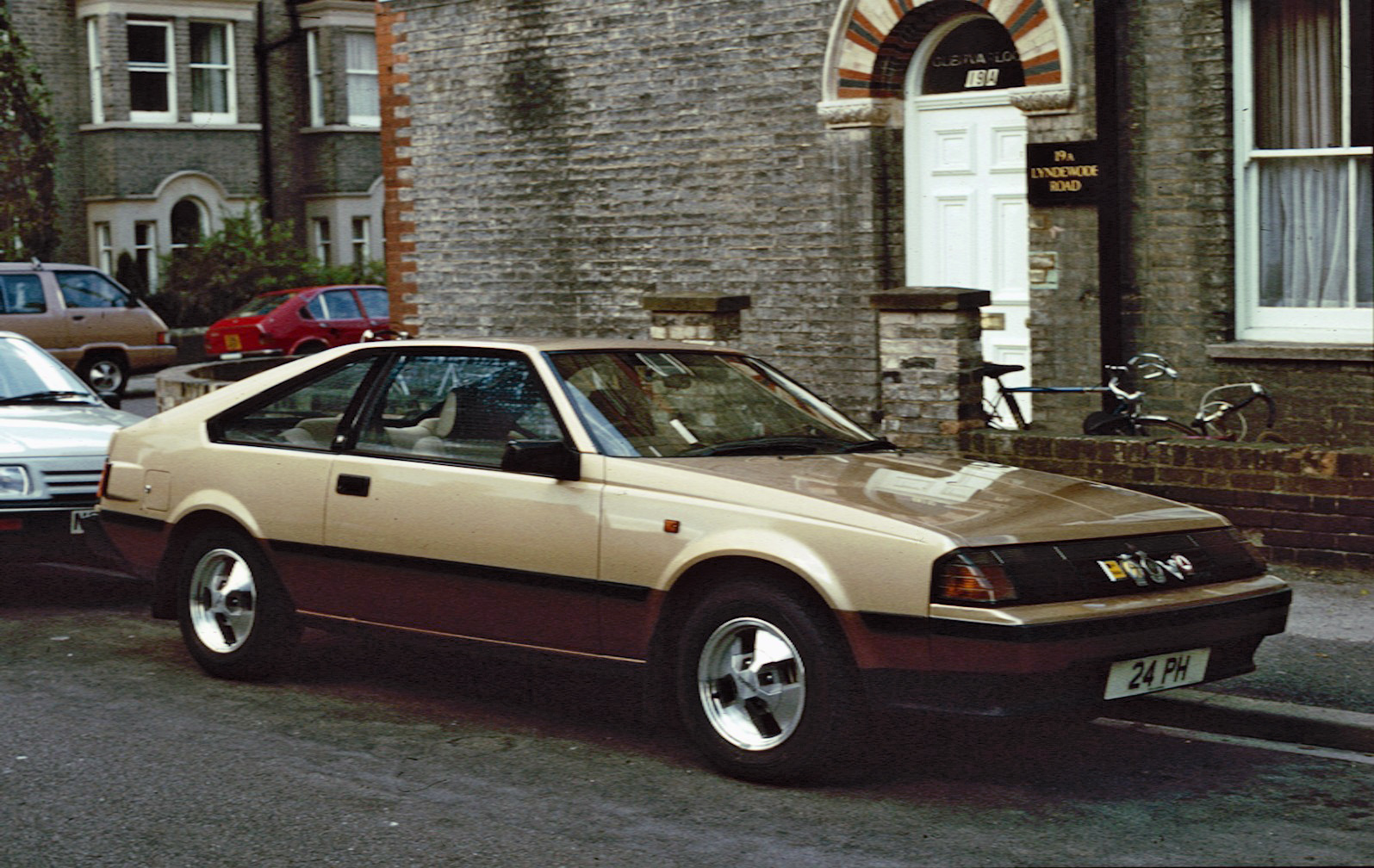
Celica liftback.

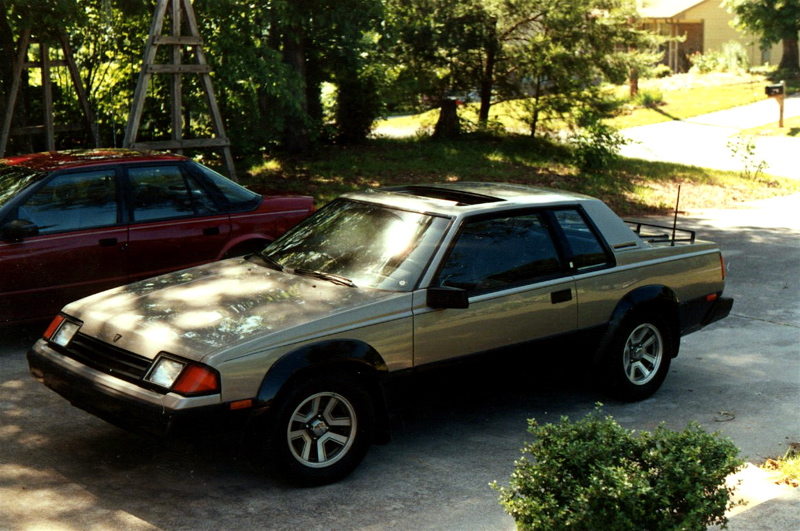
Celica coupé.

Cette génération inclut la Celica GT 2.4L à propulsion.
La troisième génération a remplacé la deuxième en 1982. Deux carrosseries coupé ou Liftback furent proposées et plusieurs motorisations.
- 1.6 litre (2T-B) - double carburateurs double corps - Celica ST (type TA60) - ~ 86 ch
- 1.6 litre (4AGE)
- 1.8 litre (3T, 1S)
- 2.0 litres (18R-G) RA63 de 118 ch
- 2.4 litres (22R, 22R-E) pour le marché américain. 100 ch à 4800 tr/min
- La première Celica dotée d'un moteur Turbo (le 1.8 litre 3T-GTE) sort en septembre 1982, la GT-T.

### Toyota Celica Twin-Cam Turbo
La Toyota Celica Twin-Cam Turbo (it) issue du Groupe B remporte à trois reprises consécutives le rallye Safari, en 1984 (Björn Waldegård), 1985 (Juha Kankkunen) et 1986 (de nouveau Waldegård).

## Génération 4 (1986 - 1989)

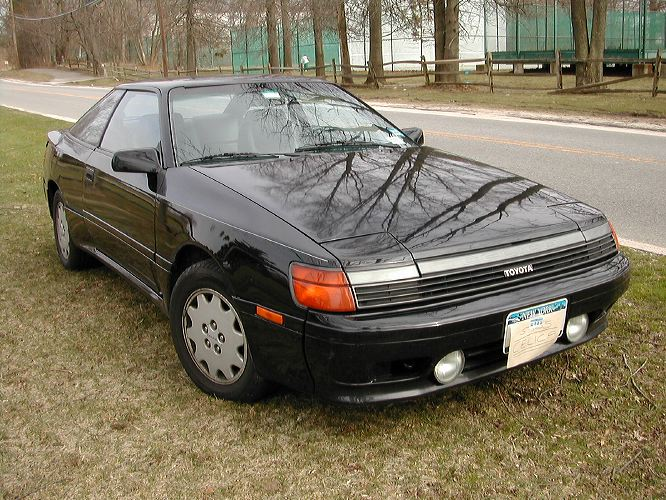
Toyota Celica All-Trac Turbo (Amérique).

Pour sa quatrième génération, Toyota a choisi le mode de traction aux roues avant, plutôt que la propulsion qui équipait les générations précédentes en fait le modèle le plus boudée en rapport à son mode de propulsion.. 86ch anémique dans un 1,6l au demeurant très faible laisse un goût amer pour les amateurs de la reine celica. Au commencement ce nouveau modèle est disponible dans trois versions - ST, GT et GT-S -, et en variantes Liftback (hayon arrière) ou coupé. Les Celica de quatrième génération sont également connues par le nom de code (types mines) AT160, ST161, ST162, ST163, ST165. Peu de temps après l'introduction de la nouvelle gamme, le nouveau moteur 3S-FE a remplacé les moteurs 2S-E plus anciens dans le ST, et le GT a reçu le nouveau moteur 3S-GE. Les deux nouveaux moteurs ont été adaptés plus tard à de nombreuses autres Toyota au long des années 1990, incluant la génération suivante de Celica, Camry et MR2.
Un modèle quatre roues motrices-turbo fut homologué par Toyota pour concourir en rallye. La ST-165 rapporta à la marques ses premiers succès important dans la discipline et lui donna son premier titre (champion du monde des pilotes en 1990 avec Carlos Sainz).

### Toyota Celica GT-Four
Cette quatrième génération a également vu pour la première fois l'introduction, en octobre 1986, de la transmission intégrale. Le modèle ST165 - également connu sous le nom de GT-Four ou (en Amérique) All-Trac Turbo - est le premier de trois générations de GT-Four que Toyota a commercialisées. Le moteur de la GT-Four (conservé dans chacune des trois générations) est le 3S-GTE, une version turbo-compressée du moteur 3S-GE adapté à la plupart des autres voitures de la troisième génération. Au commencement le GT-Four était un modèle réservé au Japon seulement, mais son succès l'a mené à l'exportation deux ans plus tard, en 1988, année de ses premières victoires en compétition (nom de code ST 165) qui devaient être suivies de la première victoire au rassemblement de GT-Four WRC en Australie l'année suivante. Grâce à elle, Armin Schwarz termine troisième du rallye d'Australie en 1991, avant de remporter la même année le Rallye de Catalogne.
Mohammed Bin Sulayem obtint six succès en MERC (1986, 1987 et 1988 sur Celica Twin-Cam Turbo (it), puis 1989, 1990 et 1991 sur GT-Four). David Llewellin en récolta deux en BRC (1989 et 1990) et Jimmy Girvan en obtint un en Écosse en 1990. En 1991 Marcus Grönholm obtint son premier titre finlandais en Groupe N. Un an plus tard, ce fut au tour de Franz Wittmann en Autriche (1992), et l'année suivante Paweł Przybylski fut couronné à deux reprises en Pologne (1993 et 1994), d'où un total de 13 titres.

## Génération 5 (1990 - 1993)

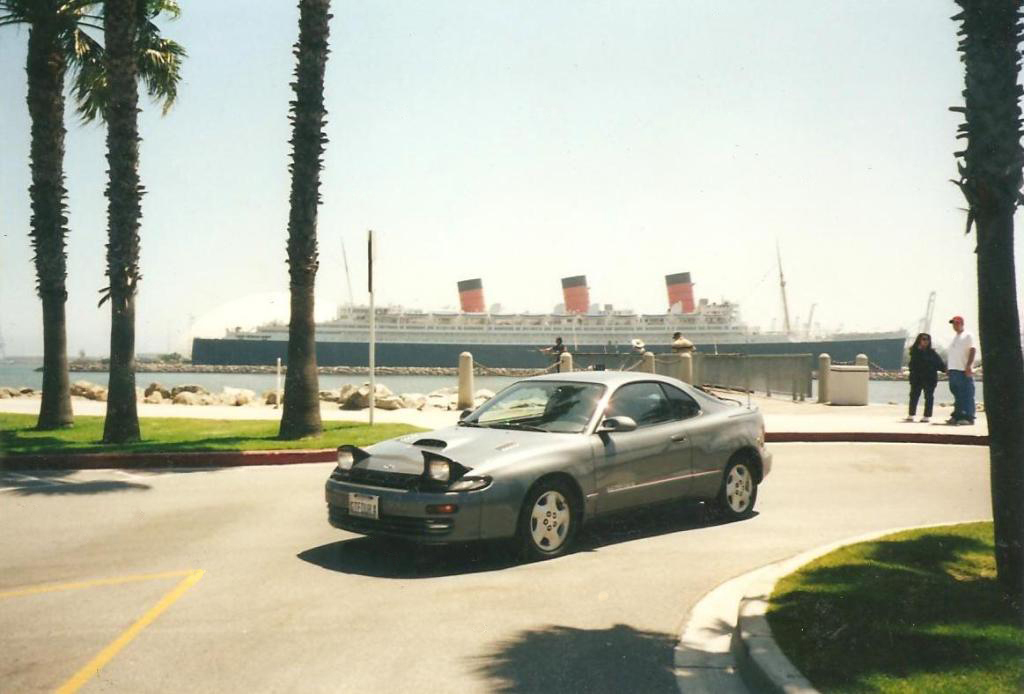
Toyota Celica Turbo 4WD.

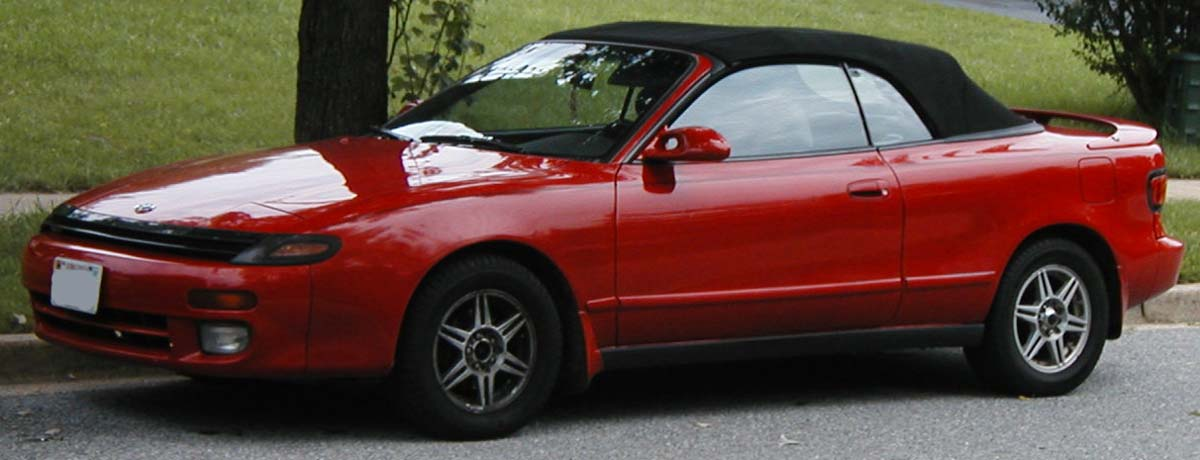
Toyota Celica GT Cabriolet.

La dernière vraie Celica de cinquième génération a remplacé la quatrième au début des années 1990. Ce nouveau modèle, le plus recherché à ce jour, était une évolution de la génération précédente mais avec des formes nettement plus arrondies (BIO-DESIGN). Comme auparavant, la Celica restait surtout livrée en traction (FWD), mais était également disponible en version quatre roues motrices et turbo sous le nom de GT-Four (type ST185).
La plupart des versions de la cinquième génération ont été équipées du moteur 4A-FE(type AT180, 106/114 ch din/OEM 168 ch dîn, ) et du 3S-GE(type ST182), 160ch pour la phase 1 sans catalyseur et 156ch pour la phase 2 avec catalyseur.
La version GT-Four (appelée All-Trac Turbo en Amérique) de la voiture était équipée du moteur 3S-GTE qui produisait 208 ch. le 3S-GTE est une version turbo du 3SGE dans laquelle on a baissé les compressions et positionné nouveau gicleur d’huile sous les pistons pour l’adaptation à un turbo.
L'édition spéciale rallye était nommée RC au Japon, Group A Rally en Australie et Carlos Sainz en Europe (en l'honneur du fameux pilote), et sa production limitée à 5 000 unités.
Les améliorations apportées à cette version par les ingénieurs Daniel Culot (TRD Belgium) et le pilote essayeur Renaud Vereydt :
- un intercooler différent (air/eau au lieu de air/air), demandé par Toyota Team Europe pour la version WRC
- un capot différent
- un calculateur aux réglages plus agressifs(OEM/TTE)
- un pare-chocs plus léger.
- Les kits styckers "castrol" et " repsol", en options. : l'ajout de ces styckers sur les versions 1,6lsti/16v ainsi que sur les versions 2.0gts ou gti les rendent difficile à assumer. La valeur marchande en occasion affublée de ceux ci, sont à éviter car souvent malmenée par les possesseurs.. De l'ordre de 40 %à 60% en moins sur le marché de l'occasion

### Toyota Celica Turbo 4WD

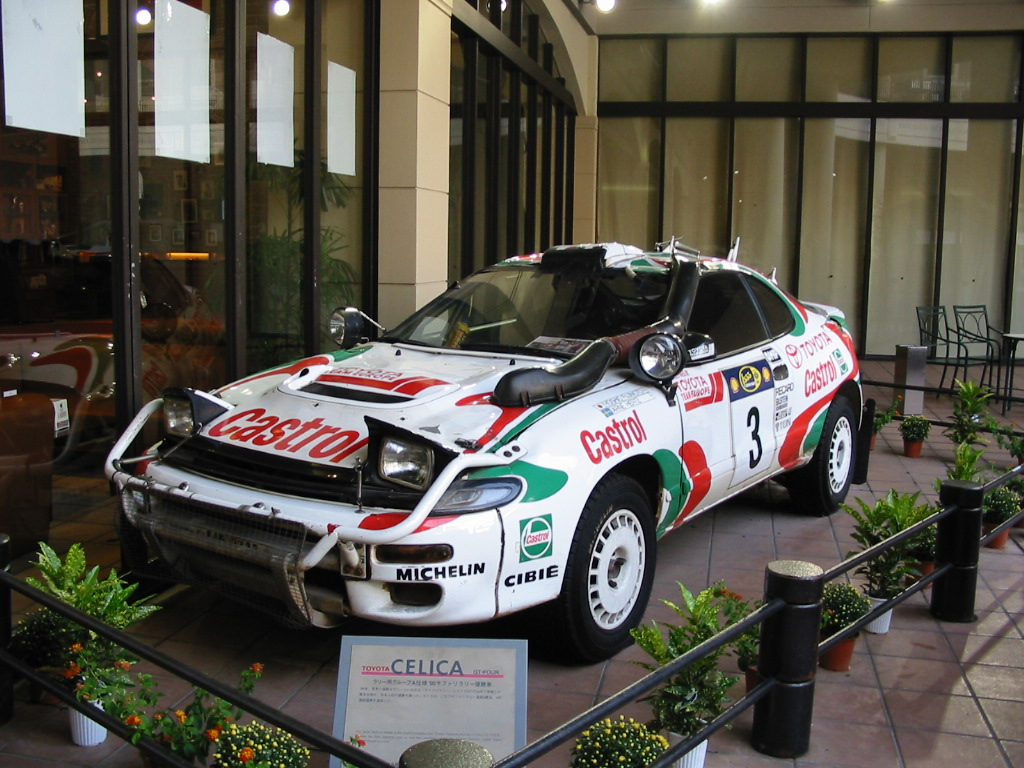
Toyota Celica 4WD de Yoshio Fujimoto, vainqueur au Rallye Safari 1995.

Un modèle quatre roues motrices-turbo fut également homologué en rallye : la Celica 4WD (ST 185). Elle rapporta à la marque sans doute ses plus belles victoires en rallyes, grâce au Toyota Team Europe d'Ove Andersson.
Palmarès (12 titres):

- deux titres mondiaux WRC des constructeurs (1993 et 1994)
- Trois titre, championne d'Europe, meilleurs temps à Luxembourg, quelques apparitions en Belgique (Daniel Culot) avec quelques belles victoires de 1992-1996,ainsi qu'aux Pays-Bas (Didier Auriol et Daniel Culot) 
  - Vice-championne du monde WRC des constructeurs (1992) ;
- trois titres mondiaux WRC des pilotes (1992, 1993, et 1994) (Carlos Sainz, Juha Kankkunen, et Didier Auriol) ;
  - 3e WRC des pilotes (1993) (Didier Auriol) et 1994 (Juha Kankkunen) ;

(16 victoires en WRC : Safari 1992 et 1994, Nouvelle-Zélande 1992, Catalogne 1992, Grande-Bretagne 1992 et 1993, Monte-Carlo 1993, Suède 1993, Argentine 1993 et 1994, Finlande 1993, Australie 1993, Portugal 1994, Corse 1994 et 1995, Sanremo 1994 - pilotes officiels vainqueurs en WRC: Carlos Sainz, Didier Auriol, Mats Jonsson, Juha Piironen, Juha Kankkunen)
- 1 titre africain ARC des pilotes (1993) (Satwant Singh, 2e en 1994) ;
- 1 titre européen ERC des pilotes (1995) (Enrico Bertone : victoires en Catalogne 1994, Bulgarie 1995, Pologne 1995, Allemagne 1995, Bohème 1995 et République tchèque 1995) ;
- 1 titre autrichien (1992) (Franz Wittmann: victoires européennes à Saturne 1992 et 1993, ainsi que Semperit 1992 et 1993) ;
- 1 titre suisse (1992) (Olivier Burri);
- 1 titre finlandais (1993) (Marcus Grönholm, en Gr. A) ;
- 1 titre russe (1994) (Mikhail Narishkin) ;
- 1 titre de république tchèque (1995, 6 victoires de E. Bertone) ;
- 2 titres polonais (1995 et 1996) (Krzysztof Hołowczyc) ;
- 2 titres estoniens (1996 et 1997) (Raido Rüütel puis Markko Märtin, tous deux en Gr. A) ;
- 1 titre espagnol terre (1998) (Pedro Diego).

## Génération 6 (1994 - 1999)

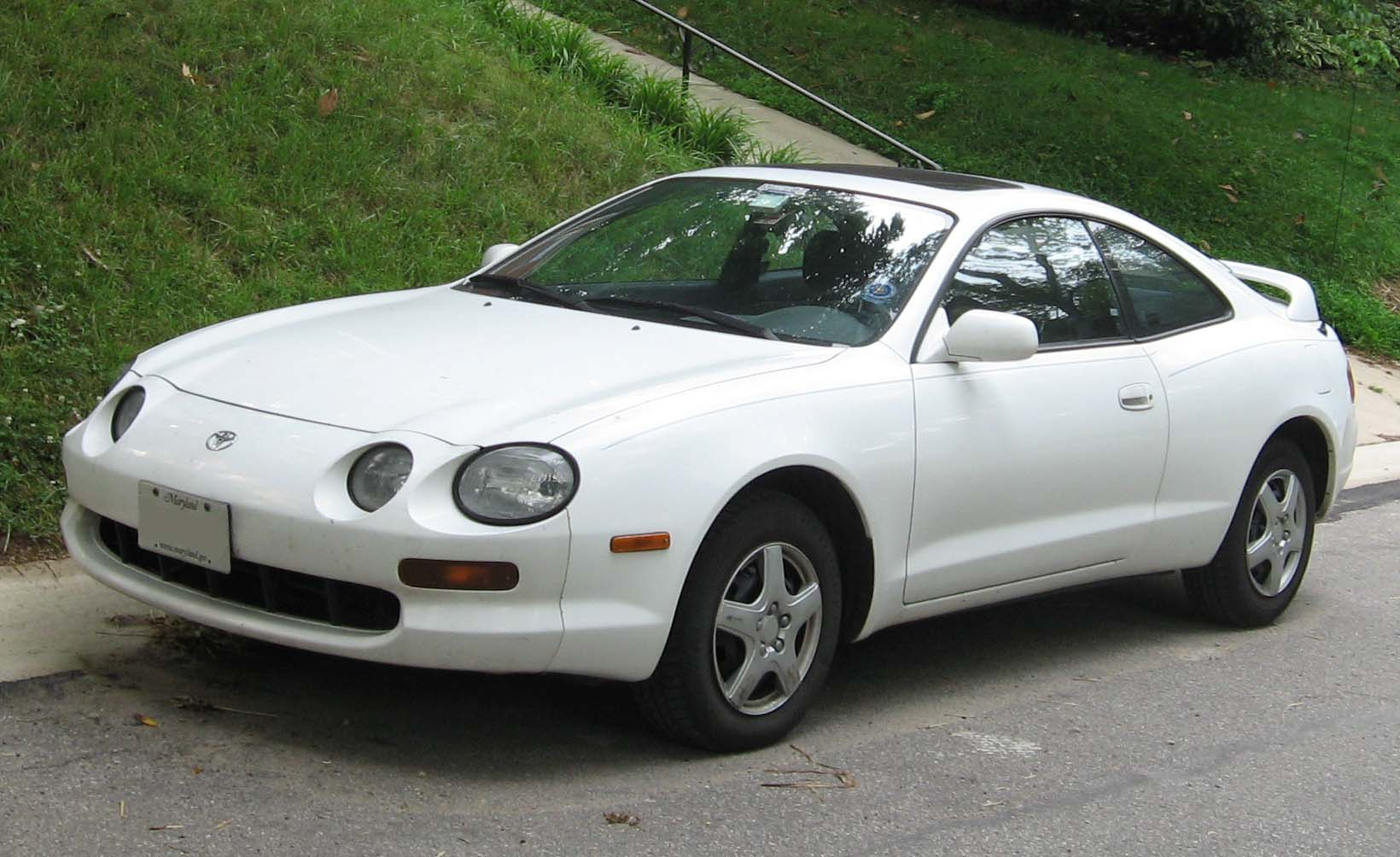
1995 Toyota Celica GT Liftback

La 6e génération sortie en 1994 fut decclamée par les publications de l'époque grâce à son design proche de la Supra Mk4 mais boudé par les puristes car plus vraiment une vraie celica. Perçue plutôt en tant que coupé carina en partie à cause de ses nouvelles optiques et de sa nouvelle motorisation anémique moins performant que la précédente génération 1.8 l inhabituelle sur une Celica. Ce qui lui a valu le surnom d'alpinette japonaise. L'alpinette sauvage au Japon est aussi un oiseau dit "de mauvais augure" . Son équipement de série fut enrichi, avec un airbag conducteur dès 1994 puis passager à partir de 1996, des vitres et rétroviseurs électriques, et équipé de l’ABS et de la climatisation sur les modèles ST202 (GT) et ST205 (GT-S).
Celle-ci a eu trois carrosseries : le coupé 3 portes (avec hayon), le plus rare modèle 2 portes (avec un coffre) et le cabriolet (livrable uniquement avec le moteur 2.2l GT).
Les motorisations de la 6e génération sont :
- 1.8 ST (7A-FE) de 115 ch 15,4 kg m (151 N m) (105 ch pour les modèles US de 1996-1997) [AT200]
- 2.0 SS-I (3S-FE) ST202 de 138 ch (uniquement vendu au Japon)
- 2.0 SS-II avant 1998, 2.0 GT (3S-GE) de 175 ch, 19,0 kg m (186,3 N m) [ST202]
- 2.0 VVTi SS-II, 2.0 VVTi SS-III après 1998 (3S-GE BEAMS) de 200 ch, 21,0 kg m (205,9 N m) (uniquement vendu au Japon) [ST202]
- 2.0 GT-Four (3S-GTE) de 245 ch (modèle quatre roues motrices) [ST205]
- 2.0 GT-Four (3S-GTE) WRC Edition Limited (2 500 exemplaires) de 255 ch (modèle quatre roues motrices) [ST205]
- 2.2 GT, 2.2 SX, 2.2 ZR (5S-FE) de 130 ch [uniquement pour les marchés américain et canadien] [ST204]

Il existe une variante à cette Celica 6e génération : la Toyota Curren, qui est une Celica dont les phares et le bouclier avant sont spécifiques.

### Toyota Celica GT-Four ST205

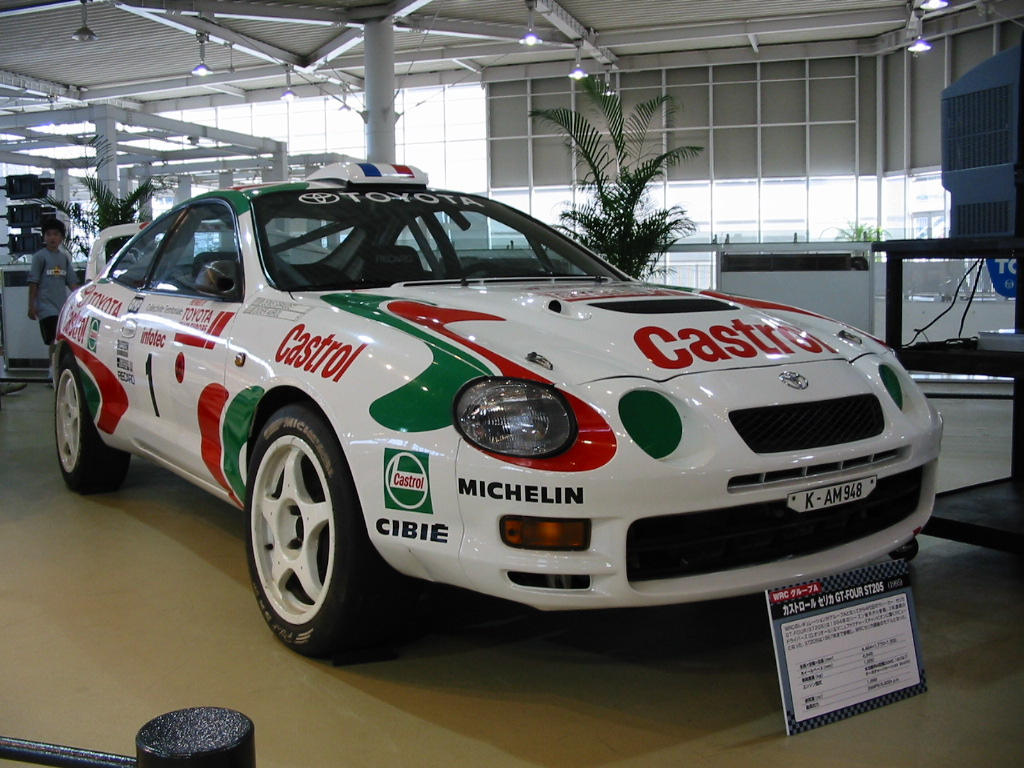
Toyota Celica GT-Four de Didier Auriol (1995).

Le modèle quatre roues motrices-turbo GT-Four (de son nom de code ST205) fut homologué en rallyes. Elle est surtout célèbre de par « l'affaire de la bride de turbo » au rallye de Catalogne 1995. La FIA avait sévèrement puni l'écurie Toyota Team Europe en lui infligeant une suspension d'un an et l'annulation des points obtenus au cours de la saison WRC 1995, considérant qu'elle a gravement enfreint le règlement technique du championnat du monde des rallyes. Cette sanction intervient après un contrôle technique effectué au rallye de Catalogne, le 26 octobre, sur la Toyota de Didier Auriol. À l'issue de cette vérification de routine, le Team Toyota a été convaincu de tricherie, la voiture du Français disposant d'une bride d'admission présentant un diamètre plus important que celui autorisé (34 mm), offrant ainsi plus de puissance.
Elle obtint cependant le titre européen ERC des pilotes avec Armin Schwarz (1996, victoires à Hunsrück, île de Mann, Chypre et Semperit), celui de Hongrie en 1995, 1996 et 1997 (János Tóth), celui de Finlande Gr.A en 1996, 1997 et 1998 (Marcus Grönholm, utilisant aussi la Corolla WRC durant la dernière année), celui de Suède Gr.A en 1996 (Thomas Rådström) et 1997 (Tomas Jansson), ceux de république tchèque (avec Milan Dolák) et d'Autriche (avec Kris Rosenberger) en 1997, celui d'Estonie Gr.A (Markko Märtin de nouveau pour Toyota) en 1998, et aussi celui du Pérou (avec Ramón Ferreyros en 2001, et Eduardo Dibós Silva en 2003). Soit tout de même 14 titres, dont 12 sur le vieux continent.
Finalement, Marcus Grönholm eut cinq titres nationaux avec la marque nipponne entre 1991 et 1998, avec en prime trois Rallye Arctique consécutifs comptabilisés en ERC. Toyota engrangea une somme respectable de 36 titres en rallyes avec ses trois séries de modèles (générations 4 à 6) de 1986 à 1998 (près de 3 par an en 13 ans).

## Génération 7 (1999 - 2006)
La septième et dernière génération a été dessinée, comme ses devancières de 1978 et de 1989, au CALTY. Elle ne propose qu'un seul type de carrosserie, avec deux moteurs de 143 et 192 ch qui ont tous deux notamment équipé des Lotus Elise depuis 2005.
Elle était, avec la Yaris et la MR-2, l'un des trois modèles pensés pour donner un nouvel élan à la marque auprès du public jeune nord-américain (Toyota Project Genesis).
Elle marque le début d'un renouveau chez Toyota, surtout visible sur la face avant, tout en faisant un clin d'œil au passé par de subtils rappels stylistiques: lignes tendues, arrière trapu et verticalité des feux arrière (évocation des Celica 1973 liftback 2000 GT... Ford Mustang Liftback 1967...).
Les deux versions sont :
- La ZZT230 : 1.8L VVTi de 143 ch à 6400 tr/min (code moteur 1ZZ-FE), connu sur de nombreux modèles de la gamme Toyota GT (USA)ainsi que leurs soucis de refroidissement :mise cause de la pompe à eau à trop faible débits, soucis réglé sur la phase 2 du modèle.
  - Poids : de 1175 à 1260 kg
  - Consommation mixte normalisée : 7.7 L/100 - ville : 10.3L/100 - route 6.2 L/100

- La ZZT231 : 1.8L VVTLi de 192 ch (code moteur 2ZZ-GE, développé en collaboration avec Yamaha), réservé aux version TS (Europe) ou GTS (USA).
  - Poids : 1270 kg
  - Rapport poids/puissance : 6,6 kg/ch = 111 kW/T = 151 ch/T
  - Rapport couple/poids : 142 N m/T
  - Consommation mixte normalisée : 8,4 L/100 - sportive : 13L/100